# Бербат Сергій Костянтинович
Сергій Костянтинович Бербат (нар. 11 листопада 1980, Кіровоград, УРСР) — український футболіст, півзахисник.

## Життєпис
Футбольну кар'єру розпочав у 1998 році в складі ФК «Миргород» у Другій лізі чемпіонату України. Також виступав за аматорський колектив СК «Динамо-Сілейр» (Дніпропетровськ). У вищій лізі чемпіонату України в складі дніпропетровського «Дніпра» дебютував 20 червня 2000 року в грі проти «Ворскли». Наступний свій матч в українському вищому дивізіоні зіграв через чотири роки, вже в складі «Ворскли». За дублі цих команд зіграв понад 80 матчів. Також виступав у командах нижчих дивізіонів «Енергетик» (Бурштин), «Зірка» (Кіровоград), «Миколаїв» і «Полтава».
У березні 2005 року уклав контракт з білоруською командою «Динамо-Берестя». У 2010 році виступав у вищоліговому грузинському клубі «Гагра».
У березні 2011 року, після того як тренерський штаб таджицького клубу «Худжанд» поповнив український фахівець Володимир Уткін, був запрошений в цю команду. Разом з Бербатов у Таджикистані грали українці Євген Таран та Денис Сенчук.
У 2012 році повернувся до України, виступав за «Берегвідейк» в аматорському чемпіонаті України. У 2013 році виступав у чемпіонаті Кіровоградської області за «Сокіл» (Кіровоградський район). Футбольну кар'єру завершив у 2014 році у футболці ФК «Головківка».